# Люди, пов'язані з Москвою

Герб Москви

Відомі за межами Москви особи, які народились або тривалий час жили та працювали в місті:

## А
- Абакумов Віктор Семенович (1908—1954) — радянський державний і військовий діяч.
- Абдурахманова Дільбар Гулямівна (нар. 1936) — узбецький диригент, професор, народна артистка СРСР.
- Абрамян Володимир Арамаїсович (1934—1977) — радянський конструктор авто- і мототехніки.
- Абрикосов Григорій Андрійович (1932—1993) — радянський актор театру і кіно. Народний артист РРФСР.
- Абрикосов Олексій Іванович (1875—1955) — російський радянський патологоанатом, громадський діяч, академік АН СРСР.
- Абрикосов Олексій Олексійович (нар. 1928) — радянський і американський фізик, лауреат Нобелівської премії з фізики (2003).
- Авдєєв Михайло Васильович (1913—1979) — радянський офіцер, військовий льотчик 1-го класу, генерал-майор авіації (з 6 квітня 1957 року), Герой Радянського Союзу.
- Авдієв Всеволод Ігорович (1898—1978) — радянський сходознавець, єгиптолог, доктор історичних наук, професор.
- Авен Петро Олегович (нар. 1955) — російський економіст, політик та підприємець.
- Аверінцев Сергій Сергійович (1937—2004) — російський філолог-славіст, літературознавець.
- Авілов Віктор Васильович (1953—2004) — російський актор, режисер, заслужений артист Росії.
- Агол Вадим Ізраїльович (нар. 1929) — російський учений-вірусолог єврейського походження, генетик.
- Агутін Леонід Миколайович (нар. 1968) — російський співак, поет-пісняр, композитор, заслужений артист Росії.
- Адельгейми: Роберт (1860—1934) і Рафаї́л (1861—1938) — російські актори, нар. арт. РРФСР.
- Адабаш'ян Олександр Артемович (нар. 1945) — російський сценарист, художник, актор.
- Іларіон (Алфеєв) (нар. 1966) — єпископ Російської Православної Церкви.
- Андрій Чужий (1897—1989) — український поет-модерніст, преставник розстріляного відродження.
- Антонів Василь Федорович (нар. 1936) — український і російський вчений-оториноларинголог, громадський діяч.
- Антонський Антон Антонович (1762—1848) — вітчизняний учений, педагог, просвітитель, видавець і літератор.
- Антошин Володимир Сергійович (нар. 1963) — радянський шахіст, гросмейстер (1963).
- Архипов Віктор Михайлович (1905—1989) — радянський футбольний і хокейний суддя.
- Аскольдов Олександр Якович (нар. 1935) — кінорежисер.

## Б
- Бабаджанян Амазасп Хачатурович (1906—1977) — радянський військовий діяч. Головний маршал бронетанкових військ (1975). Герой Радянського Союзу (1944).
- Бабич Євген Макарович (1921—1972) — радянський хокеїст.
- Бабіч Наталія Андріївна (нар. 1938) — радянський та український хормейстер, педагог, музично-громадський діяч.
- Бабченко Аркадій Аркадійович (нар. 1977) — російський журналіст, прозаїк.
- Багіров Олександр Борисович (нар. 1974) — російський виконавець, ударник та соліст-концертмейстер.
- Байгушев Олександр Інокентійович (нар. 1933) — російський письменник, журналіст.
- Байдачний Анатолій Миколайович (нар. 1952) — радянський футболіст, нападник.
- Бакланов Гліб Володимирович (1910—1976), гвардії генерал-майор, командував дивізією в складі 2-го та 1-го Українських фронтів.
- Бакші Кім Наумович (нар. 1931) — письменник і кінодраматург.
- Балуєв Олександр Миколайович (нар. 1958) — радянський і російський актор театру і кіно.
- Балясников Валерій Федорович (1943—1999) — радянський футболіст.
- Бантиш-Каменський Дмитро Миколайович (1788—1850) — російський та український історик і археограф.
- Бараль Арнольд Густавович (1890—1957) — український громадсько-політичний діяч.
- Барбашев Сергій Дмитрович (нар. 1992) — російський хокеїст.
- Бардін Павло Гаррійович (нар. 1975) — російський режисер.
- Барі Ніна Карлівна (1901—1961) — радянський математик, доктор фізико-математичних наук, професор МГУ.
- Барнет Борис Васильович (1902—1965) — російський радянський кінорежисер, заслужений діяч мистецтв УРСР (з 1951).
- Барто Агнія Львівна (1906—1981) — російська радянська дитяча поетеса, письменниця, драматург.
- Баруздін Сергій Олексійович (1926—1991) — російський письменник.
- Басилашвілі Олег Валеріанович (нар. 1934) — радянський та російський актор театру і кіно.
- Басов Олександр Володимирович (нар. 1965) — російський актор і кінорежисер.
- Басовська Наталія Іванівна (нар. 1941) — радянський і російський історик-медієвіст, доктор історичних наук.
- Баталов Микола Петрович (1899—1937) — російський радянський актор, заслужений артист РРФСР.
- Батиршин Рафаель Алієвич (нар. 1986) — російський хокеїст.
- Бахрушин Сергій Володимирович (1882—1950) — російський радянський вчений-історик і педагог.
- Башта Трифон Максимович (1904—1987) — український фахівець у галузі гідравліки та гідродинаміки.
- Безліхотнов Микита Сергійович (нар. 1990) — російський футболіст.
- Безруков Сергій Віталійович (нар. 1973) — російський актор.
- Безсмертнова Наталія Ігорівна (1941—2008) — балерина Великого театру.
- Беклемішев Григорій Миколайович (1881—1935) — український піаніст, композитор, педагог. Заслужений професор УРСР.
- Белавенцев Олег Євгенович (нар. 1949) — російський військовий та політичний діяч, віце-адмірал.
- Бенкендорф Андрій Олександрович (1946—2012) — український кінорежисер, сценарист та продюсер.
- Берг Микола Васильович (1823—1884) — російський письменник, перекладач і журналіст.
- Березовський Борис Абрамович (1946—2013) — російський підприємець, олігарх, політик, математик.
- Березовський Борис Вадимович (нар. 1969) — російський піаніст.
- Березуцький Олексій Володимирович (нар. 1982) — російський футболіст.
- Борис Берман (нар. 1948) — російсько-американський піаніст.
- Бернштейн Микола Олександрович (1896—1966) — російський радянський психофізіолог.
- Берсенєв Іван Миколайович (1889—1951) — російський і радянський актор і театральний режисер, народний артист СРСР.
- Бессараб Валерій Олександрович (1944—2013) — український і радянський актор, народний артист УРСР.
- Андрій Бєлий (1880—1934) — російський письменник-символіст.
- Бєлковський Станіслав Олександрович (нар. 1971) — російський політолог.
- Бєлов Микола Сергійович (нар. 1987) — російський хокеїст.
- Бєлова Ольга Владиславівна (нар. 1960) — російський мовознавець. Доктор філологічних наук (2006).
- Бєлопольський Аристарх Аполлонович (1854—1934) — російський радянський астрофізик.
- Бєлоусов Іван Олексійович (1863—1930) — російський письменник і перекладач.
- Бєлявський Олександр Борисович (1932—2012) — радянський і російський актор театру і кіно, народний артист Російської Федерації.
- Бєляєв Леонід Андрійович (нар. 1948) — російський археолог та історик.
- Бєляков Ігор Миколайович (1934—1993) — радянський і український кінооператор.
- Бєсков Костянтин Іванович (1920—2006) — радянський футболіст і футбольний тренер.
- Блюментрост Лаврентій Лаврентійович (1692—1755) — лікар, перший президент Академії наук і мистецтв Росії.
- Бобров Флавіан Флавіанович (1881—1948) — доктор технічних наук, професор.
- Бойко Василь Романович (1907—1996) — радянський військовий діяч, генерал-лейтенант. Герой Радянського Союзу.
- Бондарчук Федір Сергійович (нар. 1967) — радянський та російський актор, режисер, сценарист, кліпмейкер, телеведучий, ресторатор. Син актора і режисера Сергія Бондарчука.
- Бонч-Бруєвич Володимир Дмитрович (1873—1955) — російський професійний революціонер і радянський діяч, історик, літератор.
- Боровський-Бродський Давид Львович (1934—2006) — український і російський художник театру, народний художник Росії.
- Сергій Брін (нар. 1973) — американський науковець, дослідник інтернет-технологій, розробник пошукової системи і співзасновник компанії «Google»

## В
- Вавилов Микола Іванович (1887—1943) — російський і радянський вчений-генетик, ботанік, академік АН СРСР і АН УРСР.
- Вавилов Сергій Іванович (1891—1951) — радянський фізик, президент Академії наук СРСР.
- Ваншенкін Костянтин Якович (1925—2012) — радянський і російський поет, автор слів до пісні рос. «Я люблю тебя, жизнь».
- Васильєв Віктор Анатолійович (нар. 1956) — російський учений-математик.
- Вашанцев Валентин Іванович (1914—1977) — інженер-суднобудівник, головний інженер 3-го Головного управління Міністерства суднобудівної промисловості СРСР, Герой Соціалістичної Праці.
- Венеціанов Олексій Гаврилович (1780—1847) — російський художник.
- Висоцький Володимир Семенович (1938—1980) — радянський і російський актор, співак і поет.
- Висоцький Микита Володимирович (* 1964) — радянський і російський актор театру і кіно, режисер.
- Віктюк Роман Григорович (нар. 1936) — радянський, український, російський театральний актор і режисер, народний артист України.
- Вітте-Фовицька Катерина Карлівна (1865—1917) — російський лікар, театральний діяч.
- Волін Борис Михайлович (1886—1957) — один з більшовицьких муніципальних діячів Москви у 1917 році, член виконкому МК РСДРП(б), одним з редакторів «Правди», делегат VIII, IX і XVI з'їздів ВКП(б).
- Вольнов Геннадій Георгійович (1939—2008) — радянський російський баскетболіст.
- Воронов Володимир Іванович (1923—2004) — радянський воєначальник, командувач військово-повітряними силами Чорноморського флоту СРСР в 1971—1982 роках, заслужений військовий льотчик СРСР, член Спілки письменників Росії, генерал-полковник авіації.

## Г
- Гаврилов Андрій Володимирович (нар. 1955) — російський піаніст.
- Гавронський Олександр Йосипович (1888—1958) — український та російський режисер театру і кіно, математик, філософ.
- Стефан фон Гаден (пом. 1682) — царський придворний лікар другої половини XVII століття.
- Гайдар Єгор Тимурович (1956—2009) — російський державний діяч і економіст.
- Гальперін Гліб Сергійович (нар. 1985) — російський стрибун у воду, олімпійський медаліст.
- Гаранян Георгій Арамович (1934—2010) — радянський і російський джазовий, класичний і естрадний альт-саксофоніст, композитор та аранжировщик.
- Гаузе Георгій Францович (1910—1986) — радянський мікробіолог.
- Гедіке Олександр Федорович (1877—1957) — російський композитор, органіст, піаніст.
- Гергієв Валерій Абісалович (нар. 1953) — російський диригент осетинського походження, народний артист Росії.
- Гінзбург Віталій Лазарович (1916—2009) — радянський і російський фізик-теоретик, лауреат Нобелівської премії з фізики.
- Гінзбург Євгенія Соломонівна (1904—1977) — радянська російська журналістка, мемуаристка, кандидат історичних наук.
- Гіркін Ігор Всеволодович (нар. 1970) — міністр оборони самопроголошеної Донецької народної республіки.
- Глазков Юрій Миколайович (1939—2008) — радянський космонавт, Герой Радянського Союзу.
- Головін Олександр Якович (1863—1930) — російський художник.
- Головков Ігор Михайлович (нар. 1990) — російський хокеїст.
- Горбаневська Наталя Євгенівна (1936—2013) — російська поетеса, перекладачка; видна радянська правозахисник.
- Горбунов Володимир Володимирович (нар. 1982) — російський хокеїст, центральний нападник.
- Гордієвський Олег Антонович (нар. 1938) — колишній полковник першого головного управління КДБ СРСР.
- Горностаєва Віра Василівна (1929—2015) — радянська та російська піаністка, педагог, музично-громадський діяч, публіцист.
- Горошанський Олександр Олександрович (нар. 1983) — російський хокеїст.
- Градов Петро Михайлович (1925—2003) — російський поет, драматург, перекладач, автор збірок віршів і пісень.
- Грибов Олексій Миколайович (1902—1977) — російський актор. Народний артист СРСР.
- Грибоєдов Олександр Сергійович (1795—1829) — російський письменник, дипломат.
- Григорієв Микола Дмитрович (1895—1938) — радянський шахіст і аналітик шахової гри.
- Гусаковський Йосип Іраклійович (1904—1995) — радянський воєначальник, генерал армії, двічі Герой Радянського Союзу.

## Ґ
- Ґайда Анатолій Володимирович (нар. 1955) — український вчений-хімік. Доктор хімічних наук (1993).

## Д
- Давидов Віталій Семенович (нар. 1939) — радянський хокеїст, захисник. Олімпійський чемпіон.
- Давидова Анастасія Семенівна (нар. 1983) — російська спортсменка, спеціалістка з синхронного плавання, олімпійська чемпіонка.
- Даль Олег Іванович (1941—1981) — радянський актор театру і кіно.
- Достоєвський Федір Михайлович (1821—1881) — російський письменник
- Дугін Олександр Гелійович (нар. 1962) — російський філософ, політолог, публіцист.
- Дуров Лев Костянтинович (1931—2015) — російський актор, режисер. Народний артист СРСР.

## Е
- Ентеліс Ксенія Миколаївна (нар. 1971) — російська актриса.
- Ердман Микола Робертович (1900—1970) — радянський російський драматург, сценарист.
- Ерін Борис Володимирович (1921—2008) — російський та український режисер, заслужений діяч мистецтв УРСР.
- Етуш Володимир Абрамович (нар. 1922) — російський актор. Народний артист СРСР.

## Є
- Єгоров Борис Борисович (1937—1994) — радянський космонавт, Герой Радянського Союзу.
- Єременко Олександр Володимирович (нар. 1980) — російський хокеїст.
- Єрмакова Анастасія Миколаївна (нар. 1983) — російська спортсменка, спеціалістка з синхронного плавання, олімпійська чемпіонка.
- Єрмолов Олексій Петрович (1777—1861) — російський полководець та державний діяч.

## Ж
- Жариков Євген Ілліч (1941—2012) — радянський і російський актор.
- Жарков Олексій Дмитрович (нар. 1948) — російський актор, народний артист Росії.
- Жаров Михайло Іванович (1899—1981) — російський актор. Народний артист СРСР.
- Живов Лев Іванович (1924—2013) — радянський, український і російський технолог-машинобудівник, педагог, доктор технічних наук.
- Жукова Дар'я Олександрівна (нар. 1981) — філантроп, підприємець, модель, дизайнер і редактор журналу.

## З
- Завадський Юрій Олександрович (1894—1977) — радянський актор та режисер, педагог. Народний артист СРСР.
- Зайцева Ольга Олексіївна (нар. 1978) — російська біатлоністка, олімпійська чемпіонка Турина та Ванкувера, триразова чемпіонка світу.
- Зубов Андрій Борисович (нар. 1952) — російський історик, релігієзнавець і політолог.

## І
- Іван III Васильович (1440—1505) — великий князь Московський (1462—1505).
- Іван V Олексійович (1666—1696) — московський цар (1682—1696) із династії Романових.

## К
- Кабанов Кирило Сергійович (нар. 1992) — російський хокеїст.
- Каблуков Ілля Андрійович (нар. 1988) — російський хокеїст.
- Каменєв Лев Борисович (1883—1936) — радянський партійний і державний діяч, більшовик, революціонер.
- Канарейкін Леонід Федорович (нар. 1976) — російський хокеїст.
- Кандінський Василь Васильович (1866—1944) — художник російського походження, графік і теоретик мистецтва.
- Катерина Іванівна (1691—1733) — герцогиня Мекленбург-Шверинська, дочка царя Івана V Олексійовича.

## Л
- Лавейкін Олександр Іванович (нар. 1951) — радянський космонавт, Герой Радянського Союзу.
- Лавров Віктор Васильович (1909—1983) — радянський футболіст.
- Лавров Сергій Вікторович (нар. 1950) — міністр закордонних справ Росії з 2004 року.
- Лаврова Тетяна Євгенівна (1938—2007) — радянська і російська актриса театру і кіно.
- Лазарєв Віктор Микитович (1897—1976) — російський мистецтвознавець.
- Лапенков Євген Борисович (нар. 1984) — російський хокеїст, нападник.
- Богдан Лахерт (1900—1987) — польський архітектор.
- Лемачко Тетяна Мефодіївна (нар. 1948) — радянська, болгарська та швейцарська шахістка.

## М
- Макаров Ігор Сергійович (нар. 1987) — російський хокеїст.
- Макарова Катерина Валеріївна (нар. 1988) — російська тенісистка.
- Медакін Олександр Георгійович (1937—1993) — радянський футболіст, захисник.
- Меленський Андрій Іванович (1766—1833) — український архітектор російського походження.
- Вера Менчик (1906—1944) — російська, чехословацька та англійська шахістка. Перша чемпіонка світу з шахів (1927—1944).
- Ольга Менчик (1907—1944) — російська, чехословацька та англійська шахістка.
- Мусатов Ігор Максимович (нар. 1987) — російський хокеїст.

## Н
- Набабкін Кирило Анатолійович (нар. 1986) — російський футболіст.
- Нагайцев Олександр Сергійович (нар. 1984) — російський хокеїст.
- Нестеренко Євген Євгенович (нар. 1938) — російський радянський оперний співак (бас), народний артист СРСР.
- Нікітіна Олена Валеріївна (нар. 1992) — російська скелетоністка.
- Нікішина Вікторія Олександрівна (нар. 1984) — російська фехтувальниця, олімпійська чемпіонка.

## О
- Оборін Лев Миколайович (1907—1974) — радянський піаніст, педагог, народний артист СРСР.
- Образцов Сергій Володимирович (1901—1992) — російський актор, режисер лялькового театру.
- Обухова Надія Андріївна (1886—1961) — радянська оперна співачка (мецо-сопрано), народна артистка СРСР.
- Овечкін Олександр Михайлович (нар. 1985) — російський хокеїст.
- Овчинников Сергій Іванович (нар. 1970) — російський футболіст.
- Овчинникова Олена Валеріївна (нар. 1981) — російська спортсменка, спеціалістка з синхронного плавання, олімпійська чемпіонка.
- Огнєв Сергій Іванович (1886—1951) — професор, доктор наук.
- Окуджава Булат Шалвович (1924—1997) — радянський російський поет, композитор, прозаїк і сценарист.
- Окуньков Андрій Юрійович (нар. 1969) — російський математик.

## П
- Павлов Олексій Петрович (1854—1929) — геолог і палеонтолог.
- Палладін Володимир Іванович (1859—1922) — російський ботанік і біохімік, академік Петербурзької академії наук.
- Пантюхов Юрій Борисович (1931—1982) — радянський хокеїст. Олімпійський чемпіон.
- Плісецька Майя Михайлівна (1925—2015) — радянська і російська артистка балету, солістка Большого театру в Москві, хореограф, письменник, актриса.
- Пономарьов Ілля Володимирович (нар. 1975) — російський політичний діяч, підприємець у галузі високих технологій.
- Ігор Прєсняков (нар. 1960) — російський гітарист-віртуоз.
- Пушкін Олександр Сергійович (1799—1837) — російський поет, драматург та прозаїк.

## Р
- Рогозін Дмитро Олегович (нар. 1963) — російський політик.
- Родніна Ірина Костянтинівна (нар. 1949) — радянська фігуристка, триразова олімпійська чемпіонка.
- Ромашина Світлана Олексіївна (нар. 1989) — російська спортсменка, спеціалістка з синхронного плавання, олімпійська чемпіонка.
- Рюмін Микола Миколайович (1908—1942) — радянський шахіст, майстер спорту СРСР (1931). триразовий чемпіон Москви (1931, 1933/34, 1935).

## С
- Сафін Марат Михайлович (нар. 1980) — російський тенісист-професіонал.
- Сафіна Дінара Мубінівна (нар. 1986) — російська тенісистка.
- Сидельников Андрій Геннадійович (нар. 1980) — казахський та російський футболіст.
- Соломатін Андрій Юрійович (нар. 1975) — російський футболіст.
- Софія Олексіївна (1657—1704) — царівна, правителька-регентка Московського царства в 1682—1689 роках.
- Сумароков Олександр Петрович (1717—1777) — поет, прозаїк, драматург.

## Т
- Тарасов Анатолій Володимирович (1918—1995) — радянський футболіст та хокеїст.
- Ташков Андрій Євгенович (нар. 1957) — російський актор. Заслужений артист Росії.
- Теплигіна Лариса (нар. 1980) — російська хокеїстка.
- Тетерін Євген Юхимович (1905—1987) — російський, радянський актор театру і кіно, режисер. Заслужений артист РРФСР.
- Титов Єгор Ілліч (нар. 1976) — російський футболіст.

## У
- Улюкаєв Олексій Валентинович (нар. 1956) — російський банкір.
- Уляницький Володимир Антонович (1855—1917) — російський і український правознавець, історик, професор.

## Ф
- Федір Олексійович (1661—1682), 11-й Цар Московський (1676—1682)
- Федір II Годунов (1589—1605) — 4-й цар Московської держави із 13/23 квітня по 1/11 червня 1605 року.
- Федоріва Олександра Андріївна (нар. 1988) — російська легкоатлетка, олімпійська чемпіонка.
- Федоров Леонід Володимирович (нар. 1963) — радянський та український футболіст.
- Федоров Петро Петрович (нар. 1982) — російський актор театру та кіно.
- Федоров Сергій Петрович (1869—1936) — російський хірург.
- Федотов Володимир Григорович (1943—2009) — радянський і російський футболіст і футбольний тренер.
- Фельштинський Юрій Георгійович (нар. 1956) — російсько-американський історик.
- Феофанова Ірина В'ячеславівна (нар. 1966) — радянська і російська актриса театру і кіно.
- Феофанова Світлана Євгенівна (нар. 1980) — російська легкоатлетка, олімпійська медалістка.
- Филимонов Іван Миколайович (1890—1966) — російський невролог, невропатолог, нейроанатом.
- Філарет (нар. 1935) — єпископ Російської православної церкви, Патріарший Екзарх всієї Білорусі.
- Філатов Дмитро Іванович (нар. 1982) — російський хокеїст.
- Філатов Микита Васильович (нар. 1990) — російський хокеїст.
- Філатов Сергій Олександрович (нар. 1936) — російський державний, політичний і громадський діяч.
- Філімонов Олександр Олександрович (нар. 1904) — радянський і російський сценарист.
- Філіппенко Олександр Георгійович (нар. 1944) — російський актор.
- Філонов Павло Миколайович (1883—1941) — російський, радянський художник, поет.
- Філяєв Олександр Євгенович (нар. 1934) — радянський футболіст.
- Фінн Павло Костянтинович (нар. 1940) — радянський і російський кіносценарист, актор.
- Фомічов Костянтин Юрійович (нар. 1985) — російський хокеїст.
- Фомічов Олександр Юрійович (нар. 1979) — російський хокеїст.
- Фонвізін Денис Іванович (1745—1792) — російський письменник, засновник російської побутової комедії.
- Фріске Жанна Володимирівна (1974—2015) — російська естрадна співачка, кіноактриса.
- Фріске Наталія Володимирівна (нар. 1986) — колишня солістка популярної російської жіночої поп-групи «Блестящие».
- Фролов Олександр Олександрович (нар. 1982) — російський хокеїст.

## Х
- Хасянова Ельвіра Румілівна (нар. 1981) — російська спортсменка, спеціалістка з синхронного плавання, олімпійська чемпіонка.
- Хлєбніков Борис Ігорович (нар. 1972) — російський кінорежисер і сценаріст.
- Ходорковський Михайло Борисович (нар. 1963) — колишній глава колишньої російської нафтової компанії «ЮКОС».
- Хрущов Сергій Микитович (нар. 1935) — радянський конструктор та вчений в галузі ракетно-космічної техніки, американський політолог-мемуарист, син 1-го секретаря ЦК КПРС та голови Радянського уряду Микити Хрущова.

## Ц
- Царегородцев Андрій Іванович (нар. 1980) — російський хокеїст.
- Царьов Віктор Григорович (нар. 1931) — радянський футболіст.
- Цвєтаєва Марина Іванівна (1892—1941) — російська поетеса, прозаїк, перекладачка.
- Цибін Павло Володимирович (1905—1992) — радянський конструктор авіаційної та ракетно-космічної техніки.
- Цигаль Олександр Володимирович (нар. 1948) — російський скульптор.
- Цингер Микола Якович (1842—1918) — російський астроном, геодезист і картограф.

## Ч
- Чанов В'ячеслав Вікторович (нар. 1951) — радянський футболіст, воротар.
- Черенков Федір Федорович (1959—2014) — радянський і російський футболіст.
- Чернишов Андрій Олексійович (нар. 1968) — радянський і російський футболіст.
- Анфіса Чехова (нар. 1977) — російська телеведуча, співачка та акторка.
- Чуркін Віталій Іванович (нар. 1952) — російський дипломат.

## Ш
- Шавров Вадим Борисович (1898—1976) — радянський авіаконструктор і історик авіації, кандидат технічних наук.
- Шагінян Марієтта Сергіївна (1888—1982) — російська письменниця і літературознавець.
- Шереметєв Борис Петрович (1652—1719) — російський полководець і дипломат, генерал-фельдмаршал.
- Шнеєров Яків Аронович (1909—1997) — український, російський і радянський металург, науковець, доктор технічних наук.

## Щ
- Щегоцький Костянтин Васильович (1911—1989) — радянський футболіст.
- Щелчков Олександр Іванович (1906—1970) — радянський футбольний суддя.

## Ю
- Южний Михайло Михайлович (нар. 1982) — російський тенісист.
- Юматов Георгій Олександрович (1926—1997) — російський актор. Народний артист Росії.

## Я
- Яблоков Олексій Володимирович (нар. 1933) — російський біолог, громадський і політичний діяч.
- Яковлєв Дмитро Сергійович (нар. 1988) — російський хокеїст.
- Яковлєв Олександр Сергійович (1906—1989) — радянський авіаконструктор, генерал-полковник авіації.
- Яковлєв Юрій Васильович (1928—2013) — російський актор. Народний артист СРСР.
- Якубик Андрій Олександрович (нар. 1950) — радянський футболіст.